# Krisztián Géresi
Krisztián Géresi (Székesfehérvár, 14 giugno 1994) è un calciatore ungherese, centrocampista del Nyíregyháza.

## Caratteristiche tecniche
È un esterno sinistro.

## Carriera

### Club
Cresciuto nelle giovanili del Fehérvár, ha esordito in prima squadra il 13 novembre 2012 in occasione del match di Magyar labdarúgó-ligakupa perso 2-1 contro il Lombard Pápa.

### Nazionale
Ha giocato nella nazionale ungherese Under-21.
Nel 2021 ha giocato una partita con la nazionale maggiore ungherese.

## Statistiche

### Presenze e reti nei club
Statistiche aggiornate al 22 agosto 2018.
| Stagione        | Squadra         | Campionato      | Campionato | Campionato | Coppe nazionali | Coppe nazionali | Coppe nazionali | Coppe continentali | Coppe continentali | Coppe continentali | Altre coppe | Altre coppe | Altre coppe | Totale | Totale | Totale |
| Stagione        | Squadra         | Comp            | Pres       | Reti       | Comp            | Pres            | Reti            | Comp               | Pres               | Reti               | Comp        | Pres        | Reti        | Pres   | Reti   |        |
| --------------- | --------------- | --------------- | ---------- | ---------- | --------------- | --------------- | --------------- | ------------------ | ------------------ | ------------------ | ----------- | ----------- | ----------- | ------ | ------ | ------ |
| 2013-2014       | Videoton B      | NB3             | 23         | 3          |                 | -               | -               |                    | -                  | -                  |             | -           | -           | 23     | 3      |        |
| 2014-2015       | Videoton B      | NB3             | 23         | 9          |                 | -               | -               |                    | -                  | -                  |             | -           | -           | 23     | 9      |        |
| 2015-2016       | Videoton B      | NB3             | 17         | 11         |                 | -               | -               |                    | -                  | -                  |             | -           | -           | 17     | 11     |        |
| 2016-2017       | Videoton B      | NB3             | 3          | 1          |                 | -               | -               |                    | -                  | -                  |             | -           | -           | 3      | 1      |        |
| 2012-2013       | Fehérvár        | NB1             | 0          | 0          | CU+CdL          | 0+1             | 0               |                    | -                  | -                  |             | -           | -           | 1      | 0      |        |
| 2014-2015       | Fehérvár        | NB1             | 0          | 0          | CU+CdL          | 0+3             | 1               |                    | -                  | -                  |             | -           | -           | 3      | 1      |        |
| 2015-2016       | Fehérvár        | NB1             | 13         | 2          | CU              | 0               | 0               |                    | -                  | -                  |             | -           | -           | 13     | 2      |        |
| 2016-2017       | Fehérvár        | NB1             | 30         | 6          | CU              | 0               | 0               | UEL                | 6                  | 2                  |             | -           | -           | 36     | 8      |        |
| 2017-2018       | Fehérvár        | NB1             | 13         | 1          | CU              | 0               | 0               | UEL                | 6                  | 1                  |             | -           | -           | 19     | 2      |        |
| Totale carriera | Totale carriera | Totale carriera | 122        | 33         |                 | 4               | 1               |                    | 12                 | 3                  |             | -           | -           | 138    | 37     |        |

### Cronologia presenze e reti in nazionale
| Cronologia completa delle presenze e delle reti in nazionale ― Ungheria | Cronologia completa delle presenze e delle reti in nazionale ― Ungheria | Cronologia completa delle presenze e delle reti in nazionale ― Ungheria | Cronologia completa delle presenze e delle reti in nazionale ― Ungheria | Cronologia completa delle presenze e delle reti in nazionale ― Ungheria | Cronologia completa delle presenze e delle reti in nazionale ― Ungheria | Cronologia completa delle presenze e delle reti in nazionale ― Ungheria | Cronologia completa delle presenze e delle reti in nazionale ― Ungheria |
| Data                                                                    | Città                                                                   | In casa                                                                 | Risultato                                                               | Ospiti                                                                  | Competizione                                                            | Reti                                                                    | Note                                                                    |
| ----------------------------------------------------------------------- | ----------------------------------------------------------------------- | ----------------------------------------------------------------------- | ----------------------------------------------------------------------- | ----------------------------------------------------------------------- | ----------------------------------------------------------------------- | ----------------------------------------------------------------------- | ----------------------------------------------------------------------- |
| 28-3-2021                                                               | Serravalle                                                              | San Marino                                                              | 0 – 3                                                                   | Ungheria                                                                | Qual. Mondiali 2022                                                     | -                                                                       | 82’                                                                     |
| Totale                                                                  |                                                                         | Presenze                                                                | 1                                                                       |                                                                         | Reti                                                                    | 0                                                                       |                                                                         |

## Palmarès

### Club

#### Competizioni nazionali
- Coppa d'Ungheria: 1

MOL Vidi: 2018-2019
- Nemzeti Bajnokság II: 1

Nyíregyháza: 2023-2024